# REDALiCE
REDALiCE, de son nom civil Yoshikazu Nagai (永井 良和, Nagai Yoshikazu), né le 15 septembre 1980, est un producteur et disc jockey japonais de J-core et doujin. Il est le créateur et actuel directeur des labels notoires ALiCE's EMOTiON, et Hardcore Tano*C. La plupart de ses œuvres sont présentées dans des jeux vidéo d'arcade et animes.

## Biographie
Yoshikazu Nagai (REDALiCE) débute dans la composition aux alentours de 2001, à cette période sous le nom de 赤いひと. En 2003, il fonde Hardcore Tano*C, qui deviendra l'un des labels J-core les plus remarqués du pays.
En 2011, le jeu d'arcade Sound Voltex Booth publie ses morceaux Flower REDALiCE Remix et Taboo Tears You Up 2008. En 2012, le douzième pack du jeu d'arcade Sound Voltex présente l'un de ses titres. Le 19 septembre la même année, ses titres Little Star et Vega apparaissent dans le jeu Beatmania IIDX 20 tricoro,. À cette occasion, il participe au Konami Arcade Championship 2012 Grand Finale. 
En novembre 2012, REDALiCE est annoncé, parmi d'autres artistes, à paraître pour la première fois dans le jeu d'arcade Dance Dance Revolution, prévu pour mars 2013 au Japon. Il s'agira finalement du titre Beautiful Dream. Toujours en 2012, le thème de fin de l'anime Nyarko-san est annoncé être composé par REDALiCE, en collaboration avec le producteur Masayoshi Minoshima du label Alstroemeria Records, sous le nom de groupe RAMM. Quelques années auparavant, les deux avaient composés le générique d'ouverture intitulé Freedom de l'anime Battle Spirits: Heroes. En 2013, la société Konami fait paraître un KONAMI Music Pack exclusivement pour les territoires européens et américains, afin d'élargir l'audience d'artistes peu connus sur ces sols, incluant REDALiCE. À la fin 2013, REDALiCE apparaît dans l'album Hardcore Syndrome 7, distribué par le label Hardcore Tano*C. 
En 2015, son titre Scarlet Moon est publié dans Bemani×Toho Project Reitaisai 2015. Au début de 2017 sort la compilation EDP presents Ravemania Speed sur laquelle il participe avec le morceau Contacts (Ravemania Edit), aux côtés de DJ Shimamura et kors k. À la fin 2017, REDALiCE est l'un des participants du festival EDP×SOUND VOLTEX FLOOR ANTHEM 2017. Cette même fin d'année, plusieurs packs téléchargeables pour l'application mobile Taiko Drum Master: Drum Session sont annoncés ; REDALiCE participe au cinquième pack, Donda Pack, avec son morcau 8OROCHI.

## Labels

Logo du label Hardcore Tano*C.

REDALiCE est le fondateur de trois labels indépendants, le principal étant Hardcore Tano*C, toujours actif en date.
Hardcore Tano*C (stylisé HARDCORE TANO*C) est un label créé par REDALiCE. Le label voit, et a vu passer, des artistes J-core notoires tels que Betwixt & Between, DJ Technorch, Alabaster, Minamotoya, DX Pasta, kenta-v.ez., RaverRose, T+Pazolite, DJ Genki, RoughSketch, ou encore Technetium. Les artistes ayant le plus contribué à ce label sont Joshka, DJ Shimamura et M-Project. Les albums homonymes, Hardcore Tano*C, ont dépassé de loin la réputation qu’ils espéraient à travers le Japon. Les albums regroupent notamment les genres happy hardcore, freeform hardcore, nu-NRG, makina, gabber, et speedcore à l'occasion. Le label organise ses propres tournées nationales et sa popularité s'étend au-delà des frontières, en particulier grâce à Internet,,.
ALiCE'S EMOTiON est un label secondaire principalement basé sur la techno hardcore et le J-core. Le label permet également à bon nombre d'artistes de doujin de participer à la sortie d'albums à petit budget. Bootleg Emotion est une sous-branche d'ALiCE'S EMOTiON, qui a servi à la sortie de la compilation Pirates of Hardcore en 2007.